# روفینو رودریگس د لا توره
روفینو رودریگس د لا توره (اسپانیایی: Rufino Rodríguez de la Torre‎; ۲ دسامبر ۱۹۰۰ – تاریخ ورودی نامعتبر است) قایقران قایق بادبانی اهل آرژانتین بود.